# Église Saint-François-d'Assise de Perpignan
Pour les articles homonymes, voir Église Saint-François-d'Assise.
 (novembre 2020).
Si vous disposez d'ouvrages ou d'articles de référence ou si vous connaissez des sites web de qualité traitant du thème abordé ici, merci de compléter l'article en donnant les références utiles à sa vérifiabilité et en les liant à la section « Notes et références ».
L'église Saint-François-d'Assise est l'église paroissiale du quartier du Bas-Vernet, dans la ville de Perpignan, dans le département des Pyrénées-Orientales.

## Situation
Il se trouve dans le secteur sud-est du centre de Perpignan, au numéro 11 de la rue Paul Fort, bien qu'il ait son entrée par la rue Déodat de Severac.

## Histoire
Dans cette église, la paroisse de Saint Christophe a été créée en 1907, quelques siècles après avoir perdu la qualité de paroisse. En 1943, il était nécessaire de rapprocher la paroisse du nouvel hôpital de la ville de Perpignan. Ce n'est cependant qu'en 1955 qu'une nouvelle paroisse est créée au Vernet, avec le transfert de la dévotion de Saint-Christophe à la nouvelle église, située à côté de l'ancienne église de Saint-Christophe, médiévale, et la création de la nouvelle paroisse Saint-François d'Assise dans les locaux où Saint-Christophe avait jusqu'alors fonctionné.